# Královský rodinný řád krále Olafa V.
Královský rodinný řád krále Olafa V. (norsky Kong Olav Vs portrettnål) je norské čestné vyznamenání, jež bylo udíleno členkám norské královské rodiny a předním dvorním dámám králem Olafem V. Řád byl založen roku 1958 a udílen byl až do smrti krále Olafa V.

## Historie
Královský rodinný řád krále Olafa V. byl založen roku 1958 králem Olafem V. Navazuje tak na tradici norských královských rodinných řádů, jejichž tradice sahá až do 17. století. Udílen je členkám norské královské rodiny a předním dvorním dámám. Udílen byl až do smrti krále Olafa V. v roce 1991. Královské rodinné řády nejsou zahrnuty do hierarchie norských vyznamenání.

## Insignie
Odznak má tvar portrétního medailonu s podobiznou krále Olafa V. v barevném smaltu. Medailon je zasazen do rámečku zdobeného drahokamy. Odznak se nosí nalevo na hrudi.
Stuha je červená s bílým proužkem lemujícím oba okraje. Bílým proužkem prochází úzký proužek modré barvy. Stuha je uvázaná do mašle.